# Allsvenskan i ishockey 1997
Allsvenskan i ishockey 1997 spelades 6 januari-26 februari 1997 mellan de två bästa lagen från respektive grundserie i Division 1 1996/1997. Allsvenskan hade minskats från 10 till 8 lag, då inga Elitserielag längre deltog.
Som väntat toppade Troja och Björklöven serien och tog de två platserna till kvalserien. Efter dem följde Skellefteå, Linköping, Mora och Huddinge som fick platserna till playoff. Ingen förvånades över att Hammarby och Kumla kom sist. Hammarby hade tappat många viktiga spelare sedan förra säsongen och gjorde en mycket bra säsong bara genom att ta sig till Allsvenskan. Kumla spelade i Division II förutvarande säsong och ansågs också ha gjort en mycket bra säsong trots att de blev det första laget i Allsvenskan som inte vann en enda match.
Poängligan vanns av Linköpings Matthias Nilimaa med 22 poäng (11+11) på 13 matcher. Publikmässigt segrade Linköping med i genomsnitt 3 084 åskådare per match. Skellefteå var dock inte långt efter med 3 014 åskådare per match.

## Tabell
| Nr | Lag               | S  | V  | O | F  | GM | IM | MS  | P  |
| -- | ----------------- | -- | -- | - | -- | -- | -- | --- | -- |
| 1  | IF Troja-Ljungby  | 14 | 10 | 2 | 2  | 55 | 32 | +23 | 22 |
| 2  | IF Björklöven     | 14 | 9  | 2 | 3  | 66 | 41 | +25 | 20 |
| 3  | Skellefteå AIK HK | 14 | 6  | 4 | 4  | 54 | 42 | +12 | 16 |
| 4  | Linköpings HC     | 14 | 6  | 3 | 5  | 53 | 42 | +11 | 15 |
| 5  | Mora IK           | 14 | 6  | 2 | 6  | 49 | 45 | +4  | 14 |
| 6  | Huddinge IK       | 14 | 3  | 6 | 5  | 42 | 39 | +3  | 12 |
| 7  | Hammarby IF       | 14 | 4  | 2 | 8  | 34 | 60 | −26 | 10 |
| 8  | IFK Kumla IK      | 14 | 0  | 3 | 11 | 29 | 81 | −52 | 3  |